# Wisin & Yandel
Wisin & Yandel (Spaans: Wisin y Yandel) is een reggaeton-duo afkomstig uit Puerto Rico. Het duo bestaat uit Wisin (14 januari 1977, pseudoniem van Juan Luis Morera Luna) en Yandel (19 december 1978, pseudoniem van Llandel Veguilla Malavé Salazar). Beiden zijn geboren in Cayey in Puerto Rico en hebben elkaar op school ontmoet. Ze zijn als duo actief als zangers en songwriters sinds 1995 tot heden met enkele tussenpauzes. Van 2013 tot 2017 zijn ze een langere tijd apart van elkaar gaan werken aan hun solo-carrières om vervolgens zich in 2018 weer te herenigen als 'El Dúo De La Historia' (Het duo van de geschiedenis). In maart 2022 heeft het duo aangekondigd te stoppen na een samenwerking van twee decennia. Hun laatste album en tournee genaamd La Ultima Misión is een afscheid aan hun fans.
Het werk van het duo is in 2009 met een Grammy en twee Latin Grammy Awards (2008 en 2009) onderscheiden. Hiermee zijn zij de eerste en enige reggaeton-artiest die ooit een Grammy won.
Ze passen in het rijtje bekende reggaeton-artiesten als Daddy Yankee, Don Omar, Pitbull, Bad Bunny en Maluma.

## Carrière

### Duo carrière (1995-2013)
Wisin en Yandel zijn beiden geboren in Cayey in Puerto Rico en hebben elkaar op school ontmoet. De mannen begonnen aanvankelijk met het maken van rap, waarna ze besloten over te stappen op reggaeton. Het eerste album werd uitgebracht in 2000, getiteld Los Reyes del Nuevo Milenio (De Koningen van het Nieuwe Millennium). Er volgden nog drie albums maar geen van allen haalden de top 10 van de Latin Billboard Charts in de VS. In 2004 besloten ze solo te gaan. Zowel Wisin als Yandel bracht een solo-album uit, maar die waren allebei geen groot succes, zodat ze besloten weer als duo verder te gaan. In 2005 volgde dan de grote doorbraak. De single "Rakata" werd een wereldhit en het album Pa'l Mundo piekte op plaats 30 op de Billboard 200. Dit album was mede de oorzaak van de doorbraak van reggaetón, samen met albums als Barrio Fino (Daddy Yankee) en El Abayarde (Tego Calderón) In 2005 richtten ze tevens hun eigen platenlabel op: WY Records.
Naast "Rakata" had het duo hits met "Llamé Pa' Verte (Bailando Sexy)", "Pam Pam", "Sexy Movimiento" en "Síguelo". Ze werkten in deze tijd samen met internationaal bekende artiesten als R. Kelly, Paris Hilton, Lenny Kravitz, Akon, Nelly Furtado, Fat Joe, Eve, Enrique Iglesias, Aventura en 50 Cent.
In 2013 namen zij deel aan het internationaal songfestival van Viña del Mar in Chili, het meest prestigieuze songfestival van Latijns-Amerika.

### Solo carrières (2013–2017)
In november 2013, na de Líderes-tour, nam het duo een pauze en zijn ze apart van elkaar gaan werken aan hun solo-carrières. Er ontstonden geruchten dat hun splitsing zou komen door meningsverschillen tussen hen. Yandel ontkende dergelijke beweringen en verzekerde hun fans dat ze niet permanent uit elkaar gingen. Begin april 2014 zei Wisin op Radio Fórmula: "Ik denk dat we eind 2015 of 2016 klaar zijn met een nieuw album als 'Wisin & Yandel'. Dit is slechts een facet; het is een pauze om onszelf op te frissen om iets anders te maken." Later in augustus 2014 zei Yandel: "Wisin & Yandel is een geregistreerd handelsmerk, we werken altijd samen - we bieden nu afzonderlijke projecten aan, maar we zullen snel weer samen worden gezien."

### Reünie en voortzetten duo carrière (2018–2022)
In februari 2018 kondigde het duo, na een pauze van 3,5 jaar, hun reünie aan. Een maand later kondigden ze hun eerste gezamenlijke concert aan. Het concert werd gehouden op 8 juni tijdens de viering van de Puerto Ricaanse Day Parade in Madison Square Garden en was een ode aan hun Puerto Ricaanse afkomst. In mei 2018 kondigden Wisin & Yandel op hun Instagram een concert aan voor 30 november 2018 in Puerto Rico. De show was snel uitverkocht en resulteerde in de toevoeging van veel meer shows - het duo had uiteindelijk 8 back-to-back shows op deze locatie. Op 25 oktober 2018 brachten ze "Reggaetón En Lo Oscuro" uit als de eerste single van hun aanstaande tiende studioalbum. Op 14 december brachten ze hun nieuwste album Los Campeones del Pueblo: The Big Leagues uit, met samenwerkingen met vele artiesten, waaronder Ozuna, Maluma en Bad Bunny.
In maart 2022 kondigde het duo aan te stoppen na een samenwerking van twee decennia. De La Ultima Misión-tour is hun laatste tour als duo en valt samen met een nieuw album.
Het duo heeft tijdens hun solo carrières en na hun reünie samengewerkt met veel bekende Latijns-Amerikaanse artiesten als Daddy Yankee, Luis Fonsi, Ozuna, Bad Bunny, Maluma en Anuel AA.

## Discografie

### Albums
| Album met eventuele hitnotering(en) in de Nederlandse Album Top 100 | Datum van verschijnen | Datum van binnenkomst | Hoogste positie | Aantal weken | Opmerkingen |
| ------------------------------------------------------------------- | --------------------- | --------------------- | --------------- | ------------ | ----------- |
| Los reyes del nuevo milenio                                         | 18-07-2000            | -                     |                 |              |             |
| De nuevos a viejos                                                  | 01-01-2001            | -                     |                 |              |             |
| Mi vida... My life                                                  | 14-10-2003            | -                     |                 |              |             |
| De otra manera                                                      | 17-08-2004            | -                     |                 |              |             |
| Pa'l mundo                                                          | 01-11-2005            | -                     |                 |              |             |
| Los vaqueros                                                        | 07-11-2006            | -                     |                 |              |             |
| Wisin vs. Yandel: Los extraterrestres                               | 06-11-2007            | -                     |                 |              |             |
| Wisin & Yandel presentan: La mente maestra                          | 11-11-2008            | -                     |                 |              |             |
| La revolución                                                       | 26-05-2009            | -                     |                 |              |             |
| Los vaqueros: El regreso                                            | 25-01-2011            | -                     |                 |              |             |
| Los líderes                                                         | 12-06-2012            | -                     |                 |              |             |
| Vera Sophia                                                         | 18-11-2012            | -                     |                 |              |             |

### Singles
| Single met eventuele hitnotering(en) in de Nederlandse Top 40 | Datum van verschijnen | Datum van binnenkomst | Hoogste positie | Aantal weken | Opmerkingen                                                  |
| ------------------------------------------------------------- | --------------------- | --------------------- | --------------- | ------------ | ------------------------------------------------------------ |
| Burn it up                                                    | 2005                  | 24-09-2005            | tip2            | -            | als Wisin en Yandel met R. Kelly Nr. 25 in de Single Top 100 |
| Duele El Corazon                                              | 2016                  | 19-04-2016            | 7               | 21           | als Wisin met Enrique Iglesias Nr. 14 in de Single Top 100   |

| Single met hitnotering(en) in de Vlaamse Ultratop 50 | Datum van verschijnen | Datum van binnenkomst | Hoogste positie | Aantal weken | Opmerkingen                       |
| ---------------------------------------------------- | --------------------- | --------------------- | --------------- | ------------ | --------------------------------- |
| Burn it up                                           | 2005                  | 12-11-2005            | tip8            | -            | als Wisin and Yandel met R. Kelly |
| Follow the leader                                    | 14-05-2012            | 02-06-2012            | 36              | 10           | met Jennifer Lopez                |

Studioalbums
- 2000: Los Reyes del Nuevo Milenio
- 2001: De Nuevos a Viejos
- 2002: De Otra Manera
- 2005: Pa'l Mundo
- 2007: Los Extraterrestres
- 2009: La Revolución
- 2011: Los Vaqueros: El Regreso
- 2012: Líderes
- 2018: Los Campeones del Pueblo: The Big Leagues
- 2022: La Ultima Misión

Compilatiealbums
- 2003: Mi Vida... My Life
- 2006: Los Vaqueros
- 2007: Tomando Control: Live
- 2008: La Mente Maestra
- 2009: El Dúo de la Historia Vol. 1
- 2010: Lo Mejor De La Compañía
- 2010: La Revolución: Live

Soloalbums
Wisin
- 2004: El Sobreviviente
- 2014: El Regreso del Sobreviviente
- 2015: Los Vaqueros: La Trilogía
- 2017: Victory

Yandel
- 2003: Quien Contra Mí
- 2013: De Líder a Leyenda
- 2015: Dangerous
- 2017: Update
- 2019: The One
- 2020: Quien Contra Mí 2

## Concert tournees
- Pal Mundo World Tour (2005-06)
- Los Extraterrestres World Tour (2008)
- La Revolucion World Tour (2009-2010)
- Lideres World Tour (2012)
- Como Antes Tour (2018–2019)
- La Ultima Misión (2022)

## Persoonlijk
Yandel heeft samen met zijn vrouw twee kinderen. Wisin trouwde in 2008 met zijn vrouw in zijn geboorteplaats Cayey (Puerto Rico) en samen hebben ze een dochter en een zoon.